# Parafia Najświętszego Odkupiciela w Szczecinie
Parafia pw. Najświętszego Odkupiciela w Szczecinie – parafia rzymskokatolicka należąca do dekanatu Szczecin-Pogodno, archidiecezji szczecińsko-kamieńskiej, metropolii szczecińsko-kamieńskiej. Została erygowana w 1992. Siedziba parafii mieści się w Szczecinie przy ulicy Popiełuszki. Opiekę nad parafią sprawują ojcowie redemptoryści. Proboszczem i przełożonym parafii jest o. Ludwik Obal CSsR. Pierwszym proboszczem parafii był o. Edward Ryba CSsR.